# 銀粘土
銀粘土（ぎんねんど、英語: Metal clay）は、マイクロサイズまで微粒化した銀と水を結合材（バインダーと呼ばれる）などと混練した粘土状の素材である。銀の融点（961.93℃）よりもかなり低い温度で焼結する特長を持ち、粘土細工を造形する要領で手軽に銀製アクセサリーを作ることができる。

## 歴史と普及
焼結性に優れた銀粘土技術は、1991年に世界で初めて日本企業の三菱マテリアルが開発に成功したとされる。特許の公開は1992年である（特開平4-26707、特開平4-66605他）。それまで専門的な技術や多数の工具が必要であった銀製品、とりわけアクセサリー類を作るにあたっての一般的なハードルが低くなり、近年普及を遂げた。日本企業の2社が主に製造・販売を行っている。三菱マテリアルは「PMCシルバー」（Precious Metal Clay の頭字語）という製品名で1992年から一般販売を開始し 、次いで相田化学工業が「アートクレイシルバー」という製品名で1995年から販売を始めた。なおPMCがアメリカでも販売され始めたのは1996年からとなる。両社の商標は、銀粘土という語句とともに浸透している。また銀粘土に関する特許もこの2社がほとんどを有している。いずれもメーカー主導によるカルチャースクールなどで普及活動が展開されている。また、銀粘土を使ったアクセサリーの作り方についてのガイドブックなども出版されている。

## 焼結原理
銀粘土を形成している物質は、マイクロサイズの銀粉末、水分、結合材（バインダー）から成っており、粘土の状態で造形をしたあとに、乾燥させることで水分を蒸発させ、高温で焼くことで結合材が焼失し、純銀粉末を用いた場合、純度99.9%の純銀だけが残るという原理である。その際、焼成時にわずかな収縮を伴う（収縮は銀粘土の形成物質の比率により異なる）。

## 製造
アートクレイシルバーの場合、銀粘土を形成する銀素材はリサイクルの側面を持っており、使用済み写真フィルムなどの銀を含有する素材を回収し、焼却・溶解・精製を経て抽出した純銀を使用している。銀粉末と結合材と水で練り粘土状にすることで完成する。銀の含有量は個々の商品によって異なる。上記二社の製品の結合材は有機性のものが使用されており、また、粘土に触れる際の人体への影響などに配慮されている。

## 加工
一般的な粘土を扱うように造形し十分に乾燥させたあと、ヤスリなどを使い形を整える。完全乾燥後に焼成する。研磨をすることで銀本来が持つ輝きがでる。